# Jessica Frej
Jessica Frej, född 12 april 1989 i Farsta i Stockholm, är en svensk kock och kokboksförfattare. Frej deltog år 2011 i första säsongen av matlagningsprogrammet Sveriges Mästerkock på TV4 där hon kom på femte plats. Hon har därefter medverkat i TV4s produktion Mitt Kök och syns regelbundet som TV-kock i TV4 Nyhetsmorgon. Jessica Frej är även tidningen Amelias matprofil, med medverkan i varje tryckt nummer och en egen matblogg. Jessica Frej driver också Youtube-kanalen "Lättlagat med Jessica Frej", där hon varje vecka lagar en ny maträtt och delar med sig av tips och trix i köket.
Jessica Frej har tillsammans med Maria Blohm gett ut fyra kokböcker om glutenfri mat, samt den egna kokboken Fest på 30 minuter (Bonnier Fakta, 2016). Under 2017 släpps kokboken Supergott och supersnabbt (Bonnier Fakta, 2017).
Jessica Frej är syster till musikartisten och programledaren Julia Frej.